# 호라산에라자비주

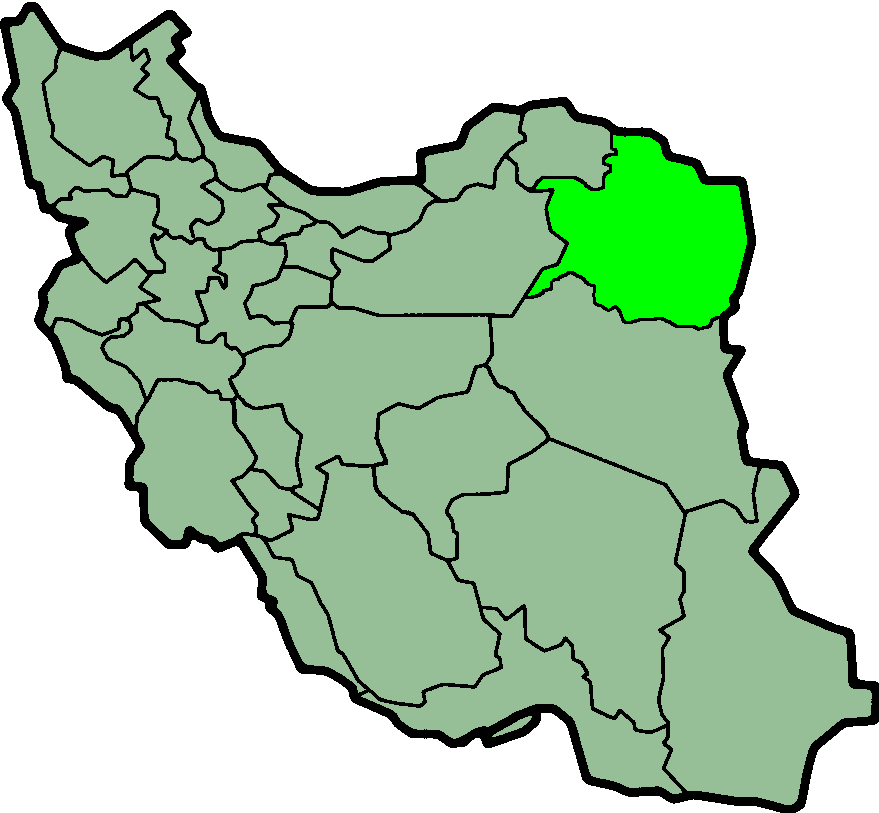
호라산에라자비주

호라산에라자비주(페르시아어: خراسان رضوی)는 이란 동북부 호라산 지방에 있는 주로, 투르크메니스탄, 아프가니스탄과 국경을 맞대고 있다. 면적은 144,681km2이며 인구는 5,593,079명(2005년 기준), 인구밀도는 38.7명/km2이다. 주요 도시로 주도 마슈하드가 있다. 또한 아프가니스탄 국경 지대와 인접해 있는 이란 36번 국도의 기점도 이 주에 속한다.

## 같이 보기
- 호라산